# Haute-Autriche
« Oberösterreich » redirige ici. Pour l'astéroïde, voir (96506) Oberösterreich.
La Haute-Autriche (en allemand : Oberösterreich, prononcé : [ˈoːbɐˌʔøːstɐʁaɪ̯ç]) est l'un des neuf États fédérés ou Länder d'Autriche. Sa capitale est la ville de Linz. La Haute-Autriche possède des frontières internationales avec l'Allemagne et la Tchéquie ; elle a aussi des frontières internes avec la Basse-Autriche, la Styrie et le Land de Salzbourg. La Haute-Autriche s'étend sur 12 127 km2, ce qui en fait le 3e land autrichien le plus vaste après la Basse-Autriche et la Styrie, et compte 1,3 million d'habitants ce qui en fait le 3e le plus peuplé après Vienne et la Basse-Autriche.
C'est le land le plus industrialisé du pays. Depuis 2017, il a pour gouverneur Thomas Stelzer.

## Histoire
À l'origine cette région fait partie du duché de Bavière, avant d'être rattachée au XIIe siècle au duché d'Autriche. À partir de 1490, la Haute-Autriche prend une certaine indépendance en tant que « principauté d'Autriche-sur-Enns ». En 1780, son territoire est agrandi par l'incorporation de la région d'Innviertel, cédée par la Bavière. Pendant les campagnes de Napoléon, la Haute-Autriche est occupée plusieurs fois. En 1918, cet État fédéral de la République d'Autriche prend le nom officiel de Haute-Autriche. Après l'Anschluss, le 13 mars 1938, il est renommé Reichsgau du Haut-Danube (Reichsgau Oberdonau) avant d'être recréé en 1945 comme Land autrichien de la Haute-Autriche.

## Administration
La Haute-Autriche comprend traditionnellement quatre régions historiques (« quartiers ») : le Hausruckviertel (quartier de Hausruck), l'Innviertel (quartier de l'Inn), le Mühlviertel (quartier de Mühl) et le Traunviertel (quartier de Traun). Ce dernier est, de plus, subdivisé en Salzkammergut et la sous-région Pyhrn-Eisenwurzen (de).
Le territoire entre les villes de Linz, Eferding, Wels, Steyr et Enns est aujourd'hui aussi appelé Zentralraum (territoire central).
Administrativement, la Haute-Autriche est divisée en quinze districts et trois villes à statut.

### Villes à statut
- Linz
- Steyr
- Wels

### Districts
- Braunau am Inn
- Eferding
- Freistadt
- Gmunden
- Grieskirchen
- Kirchdorf an der Krems
- Linz-Land
- Perg
- Ried im Innkreis
- Rohrbach
- Schärding
- Steyr-Land
- Urfahr-Umgebung
- Vöcklabruck
- Wels-Land

## Population
Le catholicisme est la religion la plus importante de Haute-Autriche, avec près de 75 % de la population. Environ 55 000 personnes appartiennent à l'église protestante. D'après les chiffres du recensement de 2001, 7,2 % des 1 376 797 habitants sont étrangers. Parmi ceux-ci, 53,0 % proviennent d'ex-Yougoslavie, les autres nationalités dominantes sont les citoyens turcs et allemands. Dans le quartier Mühlviertel vivent environ 100 Sinté, établis ici depuis le Moyen Âge.

## Géographie

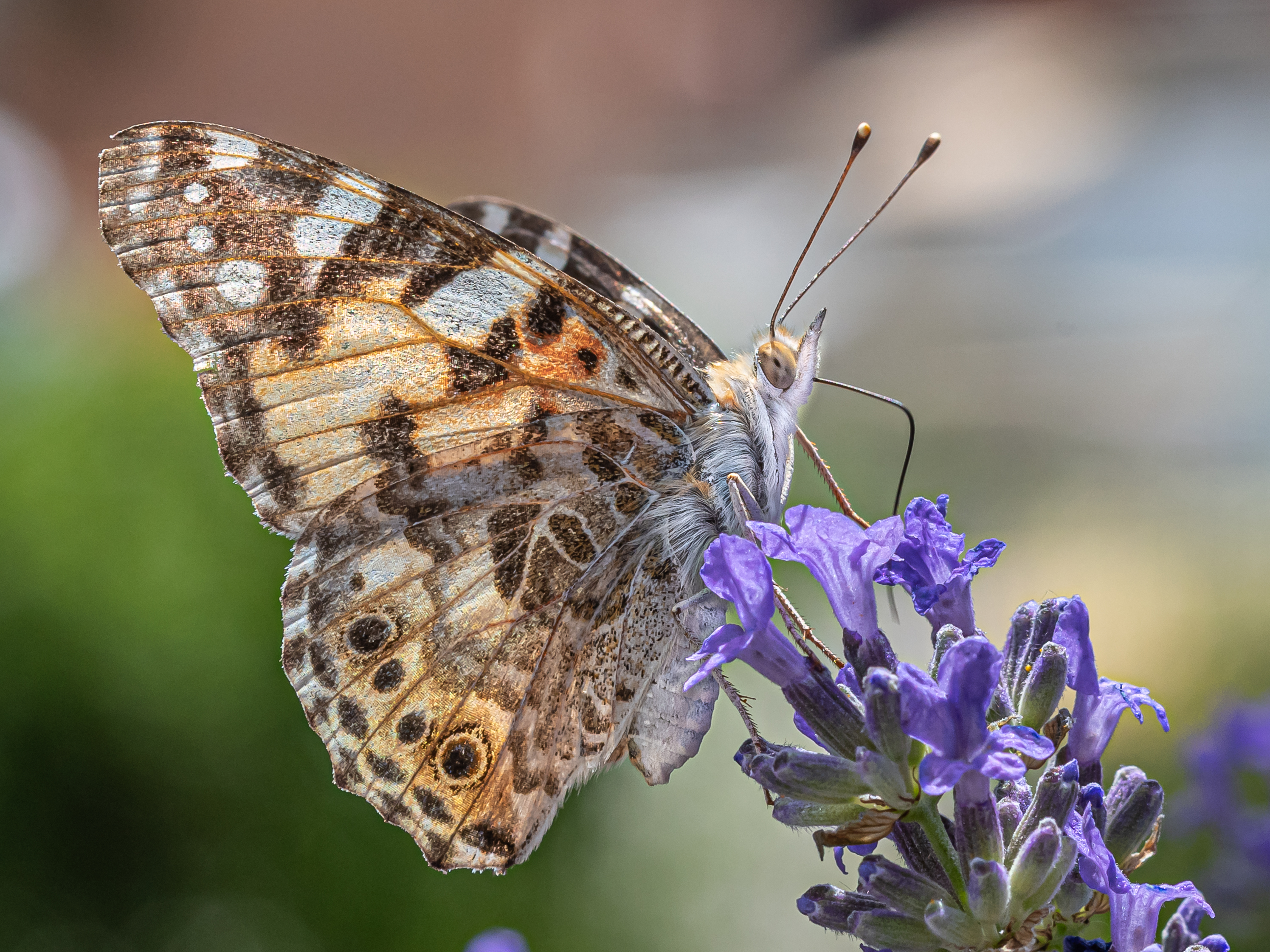
Une Belle-Dame perchée sur un Lavandula angustifolia en Haute-Autriche. Juin 2019.

### Montagnes
- Massif du Dachstein
- Höllengebirge
- Sengsengebirge
- Totes Gebirge

### Lacs
- Almsee
- Attersee
- Hallstättersee ou Hallstätter See (lac de Hallstadt)
- Irrsee
- lac de Mondsee
- Traunsee
- Wolfgangsee

### Cours d'eau

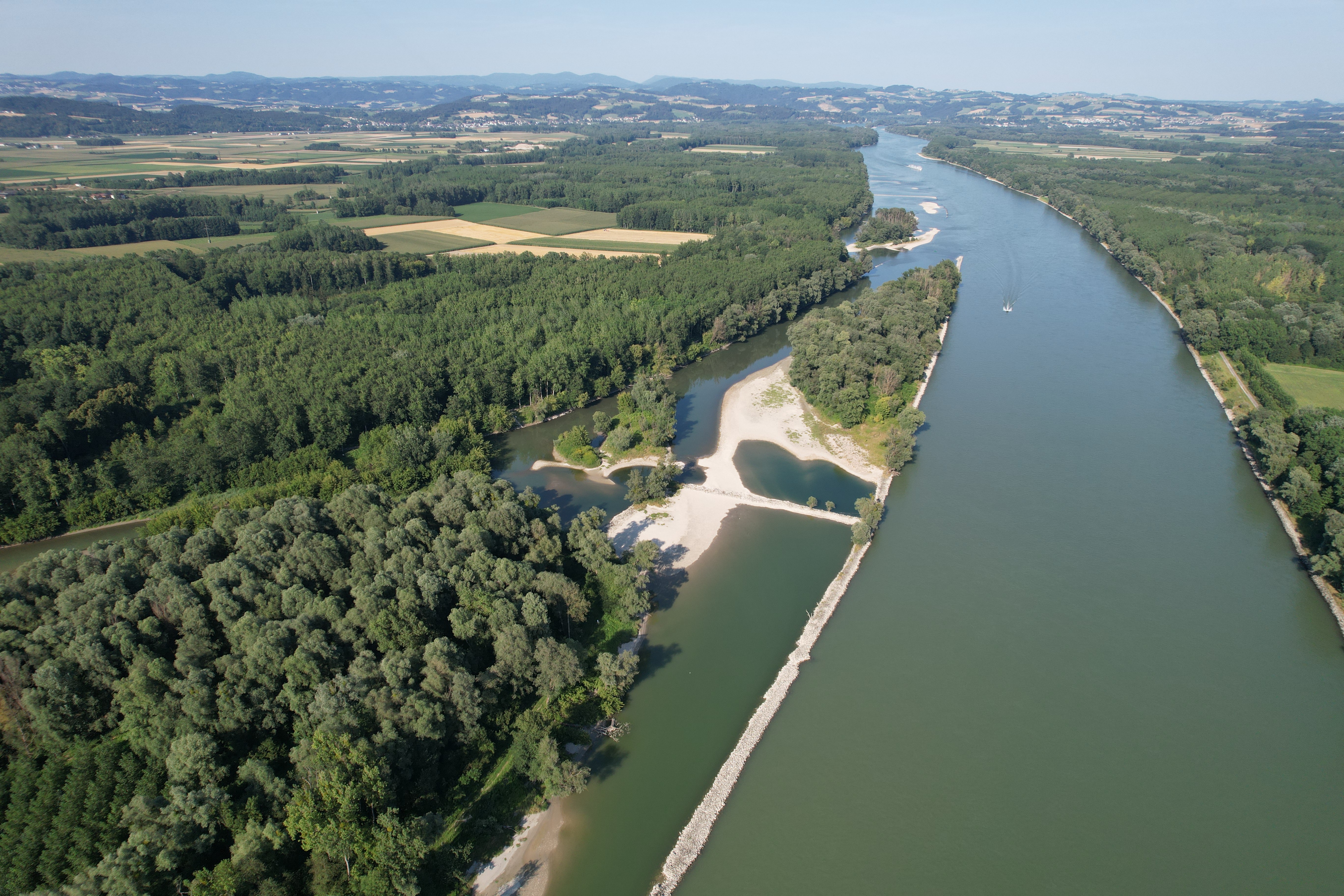
Lederer Haufen in Mitterkirchen, ripisylve d'une ile fluviale, monument naturel sur le Danube en Haute-Autriche. Juillet 2022.

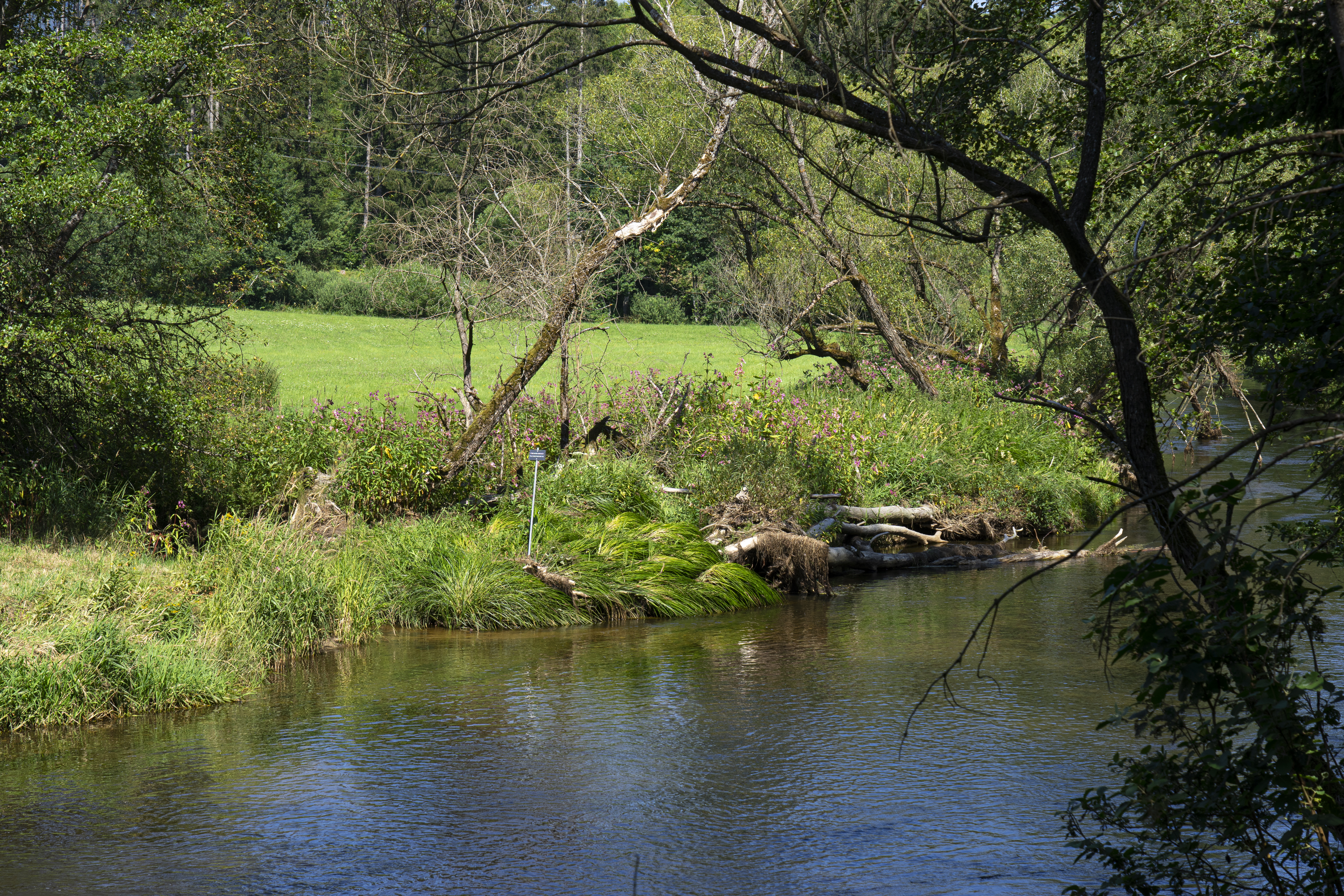
Le Urlseebach, cours d'eau en Haute-Autriche. Juillet 2022.

- Alm
- Danube
- Enns
- Inn
- Krems
- Große Mühl
- Kleine Mühl
- Naarn
- Steyr
- Traun
- Aist

## Attractions
La région possède de nombreuses attractions naturelles, touristiques ou sportives.
- De nombreuses villes aux centres historiques bien conservés : Linz, Wels, Steyr, Enns, Freistadt, Schärding, Braunau am Inn, Eferding, Vöcklabruck, Gmunden et Bad Ischl entre autres.
- Le Salzkammergut, réputé pour ses montagnes et lacs. Hallstatt est classé patrimoine mondial de l'UNESCO.
- De nombreux bâtiments religieux dont les abbayes de Saint-Florian, Lambach, Kremsmünster ou Wilhering.
- Les rives du Danube, entièrement cyclables. Il existe de nombreuses autres pistes cyclables dans la région, notamment une reliant les trois principales villes, Linz, Wels et Steyr.
- Des événements culturels : Ars Festival et Bruckner Fest à Linz, marchés de Noël un peu partout, etc. Linz est capitale européenne de la culture pour l'année 2009.
- Le village de Fucking est une attraction touristique très prisée par les touristes anglo-saxons étant donné la signification du nom du village en anglais.

## Personnalités

### Nées en Haute-Autriche
- Anton Bruckner, né à Ansfelden, district de Linz-Land en 1824, mort en 1896, compositeur.
- Julius Wagner-Jauregg, né à Wels en 1857, mort en 1940, prix Nobel de médecine en 1927.
- Adolf Hitler, né à Braunau am Inn en 1889, mort en 1945, dictateur nazi.
- Rudolf Kirchschläger, né à Niederkappel, district de Rohrbach en 1915, mort en 2000, président autrichien de 1974 à 1986.
- Igo Hofstetter, né à Linz en 1926, mort en 2002, compositeur.
- Jörg Haider, né à Bad Goisern, district de Gmunden en 1950, mort en 2008, homme politique autrichien.
- Wilhelm Molterer, né à Steyr en 1955, homme politique.
- Parov Stelar, né à Linz en 1974, compositeur de musique électronique.
- Christina Stürmer, née à Altenberg bei Linz en 1982, chanteuse.
- Trackshittaz, groupe de hip-hop qui a représenté l'Autriche à l'Eurovision 2012 est composé de Lukas Plöchl, né en 1989 à Freistadt et de Manuel Hoffelner, né à Leopoldschlag.

### Mortes en Haute-Autriche
- Frédéric III, né en 1415 et mort à Linz en 1493, empereur du Saint-Empire romain germanique de 1440 à 1493.
- Maximilien Ier, né en 1459 et mort à Wels en 1519, empereur du Saint-Empire romain germanique de 1493 à 1519.
- Adalbert Stifter, né en 1805 et mort à Linz en 1868, écrivain.
- Franz Lehár, né en 1870 et mort à Bad Ischl en 1948, compositeur.

### Ayant vécu en Haute-Autriche
De nombreuses personnalités en vécu ou séjourné dans la région plus ou moins longtemps, parfois à plusieurs reprises.
- Hans Sachs (1494-1576), écrivain, vécut à Wels de 1511 à 1516.
- Johannes Kepler (1571-1630), scientifique, vécut à Linz de 1612 à 1626.
- Wolfgang Amadeus Mozart (1756-1791), compositeur, séjourna et composa à plusieurs reprises à Linz.
- Joseph Fouché (1763-1820), homme politique français, passa une partie de son exil à Linz.
- Ludwig van Beethoven (1770-1827), compositeur, séjourna plusieurs fois à Linz.
- François-Joseph (1830-1916) et Élisabeth de Wittelsbach dite « Sissi » (1837-1898), couple impérial, établirent leur résidence d'été à Bad Ischl de 1849 à 1914. Plusieurs compositeurs les accompagnèrent et séjournèrent donc dans le Salzkammergut, notamment à Bad Ischl et Gmunden, comme Johannes Brahms, Johann Strauss II ou Franz Lehár.
- Ludwig Wittgenstein (1889-1951), philosophe, fréquenta le lycée à Linz entre 1906 et 1908, dans la même classe qu'Adolf Hitler.
- Thomas Bernhard (1931-1989), écrivain et dramaturge, y passe la fin de sa vie dans sa ferme d'Ohlsdorf.

## Honneurs
L'astéroïde (96506) Oberösterreich porte son nom.